# Голодец, Адамас Соломонович
Адамас Соломонович Голодец (23 августа 1933, Москва — 7 апреля 2006, Москва) — советский футболист, нападающий и тренер. Мастер спорта, заслуженный тренер РСФСР (1989).

## Биография
Родился в 1933 году в Москве, куда его родители в 1930 году переехали из Клинцов. В начале Великой Отечественной войны с матерью Любовью Ароновной Иоффе (1904—1975) и братьями Варленом (1925—2012) и Юрием (род. 1939) эвакуировался в Камышлов. Его отец, Соломон Хаимович Голодец (1906—1941), уроженец Гомеля, был призван на фронт и пропал без вести в октябре 1941 года. Старший брат Варлен после окончания Камышловского пехотного училища был также призван на фронт, затем стал кадровым военным и преподавателем кафедры общественных наук Высшей следственной школы МВД СССР.
Похоронен на Востряковском еврейском кладбище.

### Карьера

#### Клубная
Воспитанник юношеской клубной команды московского «Динамо». Первый тренер Владимир Хайдин. В 1952—1953 годах играл за молодёжные и клубные мужские команды «Динамо». В 1953 году привлечен в дублирующий состав команды. В составе «бело-голубых» дебютировал в чемпионате страны 1 июля 1955 года в домашнем матче против московского «Локомотива» (2:1, забил решающий мяч). В 1955 году стал полуфиналистом Кубка СССР. В 1958—1959 годах играл в киевском «Динамо», где провёл 41 матч и забил 16 мячей. В 1960—1964 годах выступал в бакинском «Нефтянике», где провёл 126 матчей и забил 28 мячей.

#### Тренерская
В 1965 году окончил Азербайджанский государственный институт физической культуры. В 1965 году работал тренером «Нефтяника», в 1966—67 годах — московского «Локомотива». В 1973—1976 годах и в 1979 году был тренером СДЮШОР московского «Динамо», а в 1983—1985 годах — её директором. Возглавляемая им юношеская сборная динамовских коллективов СССР стала в 1985 году победителем международного юношеского турнира «Динамиада». Долгое время был тренером московского «Динамо». В 1989—1991 годах был главным тренером «Динамо-2». В 1992—1994 годах тренировал динамовский «дубль» и входил в тренерский штаб главной команды. В 1995—1998 годах — главный тренер московского «Динамо». Под его руководством «динамовцы» стали бронзовыми призёрами чемпионата России и финалистами Кубка России. С августа 1998 года по 2003 год работал заведующим учебной частью футбольной школы «Динамо» имени Л. И. Яшина.

## Семья
Жена — Валентина Михайловна Голодец (урождённая Топтыгина). Дочь — Ирина Адамасовна Агеева (род. 1961).
Племянница (дочь младшего брата Юрия) — экономист Ольга Голодец, заместитель председателя правительства Российской Федерации в 2012—2020 годах.